# Rusko geografsko društvo
Rusko geografsko društvo (RGO, rus. Ру́сское географи́ческое о́бщество) je znanstveno društvo osnovano 6. kolovoza 1845. u Sankt Peterburgu, Rusija.

## Povijest

### Carsko geografsko društvo
Prije Ruske revolucije iz 1917. društvo je bilo poznato pod nazivom Carsko rusko geografsko društvo.

#### Članovi osnivači društva
Utemeljitelji društva bili su:
- Friedrich Benjamin von Lütke
- Ferdinand von Wrangel
- Vladimir Dahl
- Vladimir Odojevski
- Vasilij Jakovljevič Struve
- Karl Ernst von Baer
- Nikolaj Nadeždin

Službeni predsjednici društva bili su Veliki knez Konstantin Nikolajevič od Rusije od 1845. – 1892. i Veliki knez Nikola Mihajlovič od Rusije od 1892. – 1917., ali u stvarnosti društvo su vodili dopredsjednici: Fjodor Litke (1845. – 1850., 1855. – 1857.), grof Mihail Muravjov (1850. – 1857.), Pjotr Semjonov-Tjan-Šanski (1873. – 1914.) i Juli Šokalski (1914. – 1931.).
Ogranci društva osnovani su na Kavkazu (1850.), Irkutsku (1851.), Vilniusu (1867.), Orenburgu (1868.), Kijevu (1873.), Omsku (1877.), te ostalim gradovima.
Društvo je organiziralo i financiralo ekspedicije Richarda Maacka, Pjotra Kropotkina, Semjonov-Tjan-Šanskog, Nikolaja Prževalskog, Nikolaja Mikluho-Maklaja, Pjotra Kozlova, Vladimira Obručeva, te Leva Berga. Društvo je pomoglo postaviti prve polarne stanice u Rusiji te je bilo jedno od prvih koji su publicirali detaljne studije ruskog folklora i ukrajinskih sajmova.
Društvo je bilo pionir sistematskog istraživanja sjevernog Urala od 1847. – 1850., najdaljeg dosezanja rijeke Amur od 1854. – 1863., prostranih područja Kašgarije, Džungarije, te Mongolije od 1870-ih nadalje.
Do 1917. RGO je bio sastavljen od 11 sastavnica i 1,000 članova.

### Sveunijskogeografsko društvo
Društvo je promijenilo naziv u Državno geografsko društvo 1926., a zatim u Geografsko društvo SSSR-a 1938. godine. Nakon Šokalskog njegovi predsjednici bili su genetičar Nikolaj Vavilov (1931. – 1940.), zoolog Lev Berg (1940. – 1950.), parazitolog Evgenij Pavlovski (1952. – 1964.), glaciolog Stanislav Kalesnik (1964. – 1977.), polarni istraživač Aleksej Trešnikov (1977. – 1991.). Društvo je do sad sazvalo brojne kongrese i dodijelilo četiri vrste medalja nazvanih po Litkeu, Semjonovu, Prževalskom i Semenu Dežnevu. Do 1970. objavilo je više od 2,000 svezaka geografske literature, uključujući godišnjak Zapiski (od 1846.) i Izvestija (od 1865.). Originalnom nazivu vratilo se nakon raspada Sovjetskog Saveza 1991. godine. Glavni uredi društva nalaze se u Sankt-Peterburgu.

## Sastavnice
Carsko društvo se sastojalo od četiri odjela:

### Odjel za etnografiju
Nikolaj Nadeždin bio je uključen u osnivanje ovog odjela kada je RGO izvorno osnovan. Tijekom 1850-ih i 1860-ih etnografski odsjek prikupio je i objavio materijale kao što su folklorna djela i bit ili "način života" koje su smatrali da odražavaju "bit" domorodačkih naroda Ruskog Carstva. Godine 1909. Dmitrij Nikolajevič Anučin, Vladimir Bogdanov i Vsevelod Miller sazvali su etnografski pododsjek Dvanaestog kongresa ruskih prirodoslovaca i liječnika održanog u Moskvi. Ondje su poticali veći profesionalizam kako bi razlikovali etnografe od misionara i amatera.
Godine 1917. David Zolotarev i Nikolaj Mogilianski iz RGO-a sudjelovali su u Komisiji za proučavanje plemenskog sastava stanovništva graničnih područja Rusije.

## Preporuka za daljnje čitanje
- Pjotr Semjonov-Tjan-Šanski. История полувековой деятельности Императорского Русского географического общества. Svesci 1-3. SPb, 1896.
- Lev Berg. Всесоюзное Географическое общество за 100 лет. 1845-1945. Moskva-Lenjingrad, 1946.
- Географическое общество за 125 лет. Lenjingrad, 1970.
- Hirsch, Francine. 2005. Empire of Nations: Ethnographic Knowledge and the Making of the Soviet Union. Ithaca, NY: Cornell University Press. ISBN 0-8014-4273-7

## Vanjske poveznice
- Službene web stranice  Arhivirana inačica izvorne stranice od 24. svibnja 2012. (Wayback Machine)
- Doprinos Ruskog geografskog društva u povijesti oceanografskih istraživanja